# X Development
X Development (fino al 2015 Google X) è una struttura semi-segreta fondata nel 2010 da Google, che si occupa di sviluppare importanti innovazioni tecnologiche. Si trova a Mountain View, poco più a nord della sede principale dell'azienda.
Il lavoro in laboratorio è supervisionato da Sergey Brin, uno dei co-fondatori di Google, mentre il ricercatore e imprenditore Astro Teller dirige le attività.
Teller ha dichiarato che aspirano a migliorare la tecnologia di un fattore 10, e a sviluppare "soluzioni che sanno di fantascienza".
Secondo il New York Times, si tratta di un fantomatico laboratorio di ricerca avanzata, dove vengono studiati progetti futuristici, tra cui lenti a contatto che monitorano gli occhi e sistemi di intelligenza artificiale neuronale per il riconoscimento visivo e la computer vision.
Un gran numero di aziende è stato acquisito e fuso in Google X, in particolare aziende di turbine, robotica, intelligenza artificiale, sviluppo di robot umanoidi, computer vision e biologia, come la Boston Dynamic.

## Storia

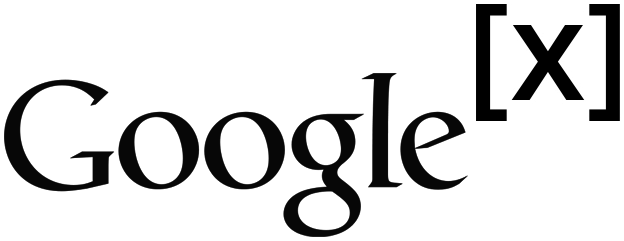
Logo dell'azienda (2010-2015)

Il laboratorio nasce nel 2010 con lo sviluppo di un'automobile a guida automatica.
Il 10 agosto 2015 Google ha annunciato il progetto di far passare il controllo degli X Labs da Google ad Alphabet, in base ad una ristrutturazione aziendale.

## Progetti
I progetti di Google X sono spesso chiamati "moonshots". Non tutti i "moonshots" fanno parte di Google X, vi sono altri progetti, come Calico o il progetto di robotica di Google, che sono considerati "moonshot" ma non fanno parte di Google X.
A metà del 2014, Google ha dichiarato che vi sono otto progetti in sviluppo al Google X. I progetti resi pubblici includono:

### Automobile a pilota automatico
Google sta progettando la Google driverless car, un'automobile controllata totalmente da un computer. Il progetto è guidato dall'ingegnere Sebastian Thrun, direttore dello Stanford Artificial Intelligence Laboratory e co-inventore di Google Street View. Il gruppo di Thrun ha sviluppato a Stanford il veicolo Stanley, vincitore del DARPA Gran Challenge del 2005, e il relativo premio di 2 milioni di dollari del Dipartimento della Difesa degli Stati Uniti.
Al progetto lavorano 15 ingegneri, tra cui Chris Urmson, Mike Montemerlo e Anthony Levandowski.
Lo stato nordamericano del Nevada ha passato una legge nel giugno del 2011 riguardo agli esperimenti di auto senza pilota. La licenza è stata rilasciata per una Toyota Prius modificata con la tecnologia sperimentale di Google.
Ad agosto 2012 la squadra ha annunciato che l'automobile ha percorso 300.000 miglia senza alcun incidente.

### Project Wing
Project Wing ("Progetto Ala") è un progetto che punta a fornire spedizioni rapide in città utilizzando veicoli volanti, simili al progetto Amazon Prime Air. Quando il progetto è stato svelato il 28 agosto 2014, esso era stato già sviluppato segretamente nei laboratori Google per circa due anni, con test effettuati in Australia. I droni decollano verticalmente, poi ruotano in una posizione orizzontale per il volo. Alla fine del trasporto, vi è un piccolo circuito elettronico che rileva se il pacco ha toccato terra, lo rilascia e poi viene riposizionato nel corpo del veicolo. Il lancio del carico o l'atterraggio si sono rilevati metodi non realizzabili perché avrebbero potuto compromettere la sicurezza degli utenti.

### Project Glass
Project Glass è un programma di ricerca di Google per sviluppare occhiali dotati di realtà aumentata.
L'obiettivo di Project Glass è quello di fornire le informazioni attualmente disponibili sugli smartphone senza l'utilizzo delle mani, e consentire l'interazione con Internet attraverso comandi vocali.